# 圣基尔达岛鹪鹩
圣基尔达岛鹪鹩（学名:Troglodytes troglodytes hirtensis）是苏格兰圣基尔达岛特有的一种鹪鹩亚种。它们在苏格兰盖尔语中被称为“Dreathan-donn”("Dhra-in-doun")。

## 描述
圣基尔达岛鹪鹩与内陆的鹪鹩最明显的差异在于，圣基尔达岛鹪鹩体型比他们更大。除此之外，圣基尔达岛鹪鹩的羽毛颜色更灰，红褐色较少。而跟分布在其它苏格兰岛屿上的亚种相比，它们的鸟喙更长更强壮，它们的羽毛颜色更灰和灰白。

## 现状
圣基尔达岛鹪鹩现时在圣基尔达岛非常常见，2002年的统计显示岛上共有230对育种对。